# Brushfire Records
Brushfire Records – wytwórnia płytowa, której założycielem i właścicielem jest muzyk Jack Johnson. Wytwórnia, wcześniej znana jako The Moonshine Conspiracy Records, miała początkowo wydawać wyłącznie soundtracki filmów Woodshed Films. Po jakimś czasie zdecydowano jednak, że prócz ścieżek dźwiękowych, wytwórnia będzie wydawać również płyty. Nakładem Brushfire Records ukazał się m.in. soundtrack Sing-A-Longs and Lullabies for the Film Curious George oraz album Jacka Johnsona In Between Dreams.
Muzycy, którzy w ostatnim czasie podpisali umowy z Brushfire Records to Mason Jennings, Neil Halstead i Ray Barbee.

## Muzycy
- Animal Liberation Orchestra
- G. Love & Special Sauce
- Jack Johnson
- Mason Jennings
- Matt Costa
- Money Mark
- Neil Halstead
- Ray Barbee
- Rogue Wave

## Filmy i soundtracki
- Thicker than Water
- September Sessions
- Sprout
- A Brokedown Melody
- Sing-A-Longs and Lullabies for the Film Curious George